# Kamilla Cardoso
Kamilla Cardoso (* 30. April 2001) ist eine brasilianische Basketballspielerin in der nordamerikanischen Profiliga WNBA. 

## Karriere
Vor ihrer professionellen Karriere in der WNBA spielte Kamilla Cardoso von 2020 bis 2021 College-Basketball für das Team der Syracuse University und von 2021 bis 2024 für das Team der University of South Carolina (USC). Mit South Carolina gewann sie 2022 und 2024 zwei College-Meisterschaften.
Beim WNBA Draft 2024 wurde Cardoso an 3. Stelle von Chicago Sky ausgewählt, für die sie in der Saison 2024 auflief und am Saisonende mit einer Aufnahme ins WNBA All-Rookie Team 2024 ausgezeichnet wurde.